# Бруна, Франтишек
Франти́шек Бру́на (чеш. František Brůna; 13 октября 1944, Дольни-Краловице — 24 апреля 2017, Бенешов) — чешский гандболист, игрок национальной сборной Чехословакии в 1960-х и 1970-х годах. Чемпион мира по гандболу, серебряный призёр летних Олимпийских игр в Мюнхене.

## Биография
Франтишек Бруна родился 13 октября 1944 года в деревне Дольни-Краловице Среднечешского края. Работал шахтёром и одновременно с этим играл в гандбол.
На клубном уровне бо́льшую часть своей спортивной карьеры выступал за команду «Баник Карвина», игроком которой оставался в период 1961—1976 годов. В это время дважды становился чемпионом Чехословакии по гандболу (сезоны 1967/68 и 1971/72).
Первого серьёзного успеха на международном уровне добился в сезоне 1964 года, когда вошёл в основной состав чехословацкой национальной сборной и выступил на домашнем чемпионате мира в Чехословакии, где завоевал награду бронзового достоинства — в основном раунде соревнований чехословаки выиграли у СССР, но проиграли Румынии, после чего в утешительном матче за третье место взяли верх над сборной ФРГ.
В 1967 году Бруна побывал на мировом первенстве в Швеции, откуда привёз золотую медаль — выиграл со своей командой у всех соперников по турнирной сетке, в том числе в финале со счётом 14:11 одержал победу над Данией. При этом он попал в символическую сборную, составленную из лучших игроков чемпионата.
Благодаря череде удачных выступлений в 1972 году удостоился права защищать честь страны на летних Олимпийских играх в Мюнхене — на предварительном групповом этапе Чехословакия заняла второе место, уступив только команде ГДР, тогда как в основном раунде одолела обоих соперников и поднялась в своей группе до первой позиции, что гарантировало ей место в финале. В решающем финальном матче чехословаки встретились со сборной Югославии и проиграли ей со счётом 16:21, получив тем самым серебряные олимпийские медали. Бруна на этих соревнованиях выходил на площадку в двух матчах и забросил три мяча.
В общей сложности Франтишек Бурна провёл за сборную Чехословакии 108 игр, в которых забил 371 гол.
Впоследствии ещё в течение многих лет продолжал играть в гандбол, так, в 1976—1984 годах представлял команду «Копршивнице», а завершал свою спортивную карьеру в словацком клубе «Пьештяни».
Умер 24 апреля 2017 года в больнице города Бенешов в возрасте 72 лет.